# Episodi di Venerdì 13 (terza stagione)
La terza stagione della serie televisiva Venerdì 13 è stata trasmessa in anteprima negli Stati Uniti d'America dalla Fox tra il 7 ottobre 1989 e il 26 maggio 1990.
| nº | Titolo originale          | Titolo italiano | Prima TV USA     | Prima TV Italia |
| -- | ------------------------- | --------------- | ---------------- | --------------- |
| 1  | The Prophecies (Part 1)   |                 | 7 ottobre 1989   |                 |
| 2  | The Prophecies (Part 2)   |                 | 7 ottobre 1989   |                 |
| 3  | Demon Hunter              |                 | 14 ottobre 1989  |                 |
| 4  | Crippled Inside           |                 | 21 ottobre 1989  |                 |
| 5  | Stick It in Your Ear      |                 | 28 ottobre 1989  |                 |
| 6  | Bad Penny                 |                 | 11 novembre 1989 |                 |
| 7  | Hate on Your Dial         |                 | 18 novembre 1989 |                 |
| 8  | Night Prey                |                 | 25 novembre 1989 |                 |
| 9  | Femme Fatale              |                 | 2 dicembre 1989  |                 |
| 10 | Mightier Than the Sword   |                 | 20 gennaio 1990  |                 |
| 11 | Year of the Monkey        |                 | 27 gennaio 1990  |                 |
| 12 | Epitaph for a Lonely Soul |                 | 3 febbraio 1990  |                 |
| 13 | Midnight Riders           |                 | 10 febbraio 1990 |                 |
| 14 | Repetition                |                 | 17 febbraio 1990 |                 |
| 15 | The Long Road Home        |                 | 24 febbraio 1990 |                 |
| 16 | My Wife as a Dog          |                 | 3 marzo 1990     |                 |
| 17 | Jack-in-the-Box           |                 | 5 maggio 1990    |                 |
| 18 | Spirit of Television      |                 | 12 maggio 1990   |                 |
| 19 | The Tree of Life          |                 | 19 maggio 1990   |                 |
| 20 | The Charnel Pit           |                 | 26 maggio 1990   |                 |